# Зуи (Артёмовская волость)
Зуи — деревня в Невельском районе Псковской области России. Входит в состав Артёмовской волости. 

## География
Деревня расположена у северо-западного побережья озера Езерище, в 20 километрах к югу от районного центра, города Невель, и в 0,9 км к северо-востоку от бывшего волостного центра, деревни Лобок. Восточнее находится деревня Шеляково.

## Население
| 2001 | 2002 | 2010 |
| ---- | ---- | ---- |
| 58   | ↘40  | ↗49  |

Численность населения деревни по оценке на начало 2001 года составляла 58 жителей.

## История
С января 1995 до апреля 2015 года деревня входила в состав ныне упразднённой Лобковской волости.